# Javier Broschini
Javier Hernan Broschini (ur. 10 lutego 1976) – argentyński zapaśnik walczący w obu stylach. Zajął czwarte miejsce na igrzyskach panamerykańskich w 2003. Zdobył brązowy medal na mistrzostwach panamerykańskich w 2005. Mistrz igrzysk Ameryki Południowej w 1998 i drugi w 2002 i 2006 roku.